# Pouldouran
Pouldouran (en bretó Pouldouran) és un municipi francès, situat a la regió de Bretanya, al departament de Costes del Nord. L'any 1999 tenia 160 habitants. El 25 de novembre de 2005 s'adherí a la carta Ya d'ar brezhoneg.

## Demografia
| 1962                                       | 1968 | 1975 | 1982 | 1990 | 1999 |
| ------------------------------------------ | ---- | ---- | ---- | ---- | ---- |
| 188                                        | 212  | 162  | 145  | 146  | 160  |
| Des de 1962: població sense dobles comptes |      |      |      |      |      |

## Administració
| Període | Identitat    | Partit |
| ------- | ------------ | ------ |
| 2001-   | Fanch Jestin |        |